# Diocesi di Agno
La diocesi di Agno (in latino: Dioecesis Agnusiensis) è una sede soppressa e sede titolare della Chiesa cattolica.

## Storia
Agno è un'antica sede episcopale della provincia romana dell'Egitto Primo nella diocesi civile d'Egitto, ed era suffraganea del patriarcato di Alessandria.
La sede non è menzionata nell'Oriens Christianus di Michel Le Quien, e nessuno dei suoi vescovi è tramandato dalle fonti antiche.
Dal XVIII secolo Agno è annoverata tra le sedi vescovili titolari della Chiesa cattolica; la sede è vacante dal 17 dicembre 1963.

## Cronotassi dei vescovi titolari
- György Gábor Blazsovszky, O.S.B.M. † (12 settembre 1738 - 20 dicembre 1742 deceduto)[3]
- Richard Patrick Smith † (18 febbraio 1837 - 28 maggio 1845 nominato vescovo titolare di Olimpo)
- Thomas John Feeney, S.I. † (28 maggio 1951 - 9 settembre 1955 deceduto)
- Paul Nguyễn Văn Bình † (20 settembre 1955 - 24 novembre 1960 nominato arcivescovo di Saigon)
- Michel-Louis Vial † (8 febbraio 1961 - 17 dicembre 1963 succeduto vescovo di Nevers)